# Bia hơi
 (mars 2021).
Si vous disposez d'ouvrages ou d'articles de référence ou si vous connaissez des sites web de qualité traitant du thème abordé ici, merci de compléter l'article en donnant les références utiles à sa vérifiabilité et en les liant à la section « Notes et références ».

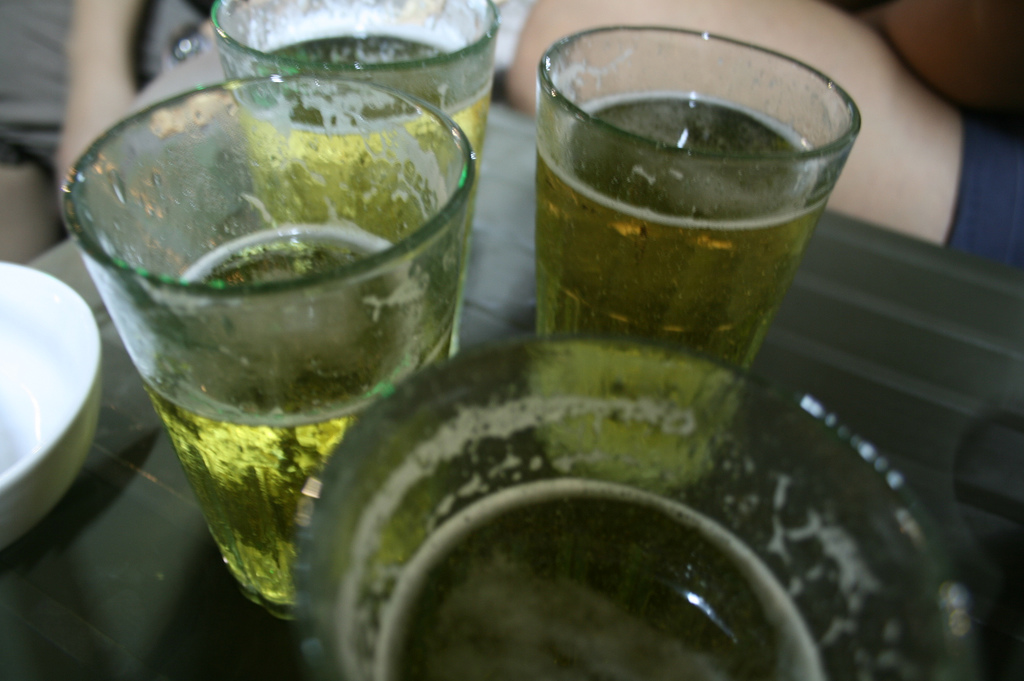
Bière fraiche, Bia hoi

La bia hơi, littéralement bière fraiche en vietnamien est un type de bière vietnamien, produit en très petite quantité et livré chaque matin dans des cruches en plastique dans les bars clients de ces microbrasseries.

## Historique
Constituée à partir du démembrement de l'ancienne brasserie française coloniale Hommel (d'abord transformée en Hanoi Brewery en 1954), elle est devenue un phénomène de mode à la suite des taxes sur les liqueurs ; aujourd'hui, elle n'a pas de contrôle sanitaire, n'est pas conditionnée, et alimente des milliers de petits commerces (3 000 à Hanoi) et les vendeurs de rue car elle est très peu chère. Une variante existe aussi : la bia tuơi (littéralement Bière à la pression).

## Fabrication

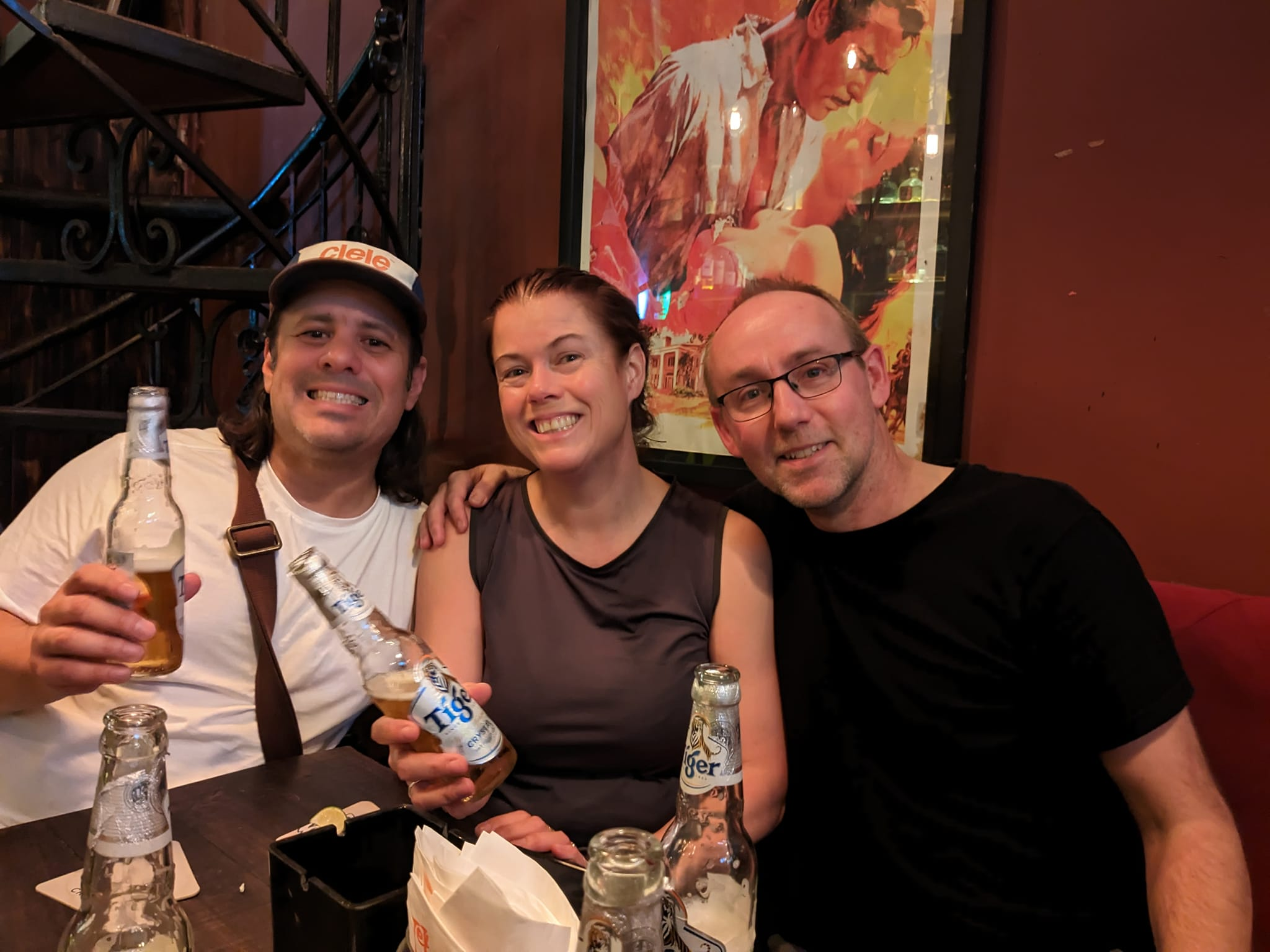
Des personnes dégustant une Bia Hoi, bière emblématique du Vietnam

La bière est brassée, chauffée à 70 degrés puis refroidie et filtrée immédiatement, débarrassée de ses levures. La mousse est apportée par des cartouches d'azote, qui peuvent être ajoutée directement sous forme de capsule dans le container (comme la guinness en boîte), soit par la tireuse. 
La bia hoi est très légère, elle titre à moins de 3 % environ (variable) et se conserve au frais : 2 jours au frigo à 6 °C, jusqu'à 20 jours entre 2 et 4 °C.